# Mentzelia inyoensis
Mentzelia inyoensis är en brännreveväxtart som beskrevs av Henry Joseph Thompson och Prigge. Mentzelia inyoensis ingår i släktet Mentzelia och familjen brännreveväxter. Inga underarter finns listade i Catalogue of Life.